# Kramolín (ort i Tjeckien, Plzeň)
Kramolín är en ort i Tjeckien.   Den ligger i regionen Plzeň, i den västra delen av landet, 90 km sydväst om huvudstaden Prag. Kramolín ligger 536 meter över havet och antalet invånare är 105.
Terrängen runt Kramolín är lite kuperad, och sluttar norrut. Runt Kramolín är det ganska tätbefolkat, med 52 invånare per kvadratkilometer. Närmaste större samhälle är Horažďovice, 16,5 km sydost om Kramolín. Omgivningarna runt Kramolín är en mosaik av jordbruksmark och naturlig växtlighet.